# پیر سگنو
پیر سگنو (فرانسوی: Pierre Seginaud‎) دوچرخه‌سوار اهل فرانسه بود. وی در بازی‌های المپیک تابستانی ۱۹۰۸ شرکت کرده است.